# Alerds-Stiftung
Die Alerds-Stiftung wurde 1786 als Alerdsche Stiftung in Braunschweig durch Sophie Marie Alerds, geb. Lüdden († 1802), Witwe Johann Gottfried Alerds’, Vikar von St. Blasius, als Beginenhaus gegründet. Heute betreibt die Alerds-Stiftung ein Seniorenheim an der Donaustraße in der Braunschweiger Weststadt.

## Geschichte
Ursprünglicher Zweck der Stiftung war es, zwölf alleinstehenden Frauen unentgeltliches Wohnen in einem Gebäude in der Turnierstraße, in unmittelbarer Nähe der Martinikirche, zu gewähren. Dazu gehörte freie Feuerung und Licht sowie ein wöchentliches Taschengeld von mindestens zwölf Groschen. Wohnberechtigt waren Frauen aus der Stadt und dem Land Braunschweig, aber auch aus dem Braunschweiger Land, die einen christlichen Lebenswandel führten. Im Jahre 1800 kam es zu einer Zustiftung durch Sophie Elisabeth Hartken, sodass zwei weitere Konventualinnen aufgenommen werden konnten. 1805 wurde die Stiftung als gemeinnützige Einrichtung anerkannt. 1897 beherbergte die Alerdsche Stiftung „18 weibliche alleinstehende Personen“.
Das von Architekt Ernst Wilhelm Horn geschaffene Gründungsgebäude der Stiftung in der Turnierstraße wurde durch die Bombenangriffe des Zweiten Weltkrieges zerstört.
In Würdigung ihrer Verdienste trägt eine kleine Straße im  Westlichen Ringgebiet Braunschweigs den Namen Alerdsweg.

## Seniorenheim der Alerds-Stiftung
Die Alerds-Stiftung besteht noch heute als Stiftung öffentlichen Rechts und betreibt ein Seniorenheim in der Weststadt. Sie ist Mitglied des Diakonischen Werkes der Evangelisch-Lutherischen Landeskirche in Braunschweig.
Am 4. August 1965 fand die Grundsteinlegung für das Seniorenheim an der Donaustraße in der Weststadt statt. Am 12. November 1965 wurde das Richtfest gefeiert. Am 16. Juni 1982 wurde ein Anbau seiner Bestimmung übergeben.